# الأمير يوهان فريزو (هولندا)
الأمير فريزو (بالهولندية: Friso) (ولد في اوتريخت 25 سبتمبر 1968 وتوفي بلاهاي 12 أغسطس 2013)، الابن الثاني للملكة بياتريكس والأمير كلاوس.

## زواجه
يشار إلى أن الأمير يوهان لا يحسب رسمياً ضمن البيت الملكي رغم أنه يعتبر فرداً من الأسرة المالكة، وذلك على خلفية زواجه من ميبل فيسره سميت في العام 2004 دون الحصول على إذن من البرلمان الهولندي، الأمر الذي أفقده حقه في أن يدرج ضمن التراتبية الخاصة بوراثة العرش الهولندي، بحسب ما ذكرت الإذاعة الهولندية.

## حادث وفاته
دخل في غيبوبة لعام ونصف بعد حادث تزلج في فبراير 2012 بـ ليخ، النمسا. توفي جراء مضاعفات نتيجة لتلف في المخ بسبب الحرمان من الأكسجين في أعقاب حادث التزلج. وكان الأمير، البالغ من العمر 44 عاماً، يتزلج خارج المنطقة المخصصة للتزلج في منطقة ليخ بالنمسا عندما دفن تحت الثلوج إثر انهيار جليدي. وأشارت الأنباء حينها إلى أن الأمير أصيب بجروح خطيرة جراء الانهيار الجليدي الذي أدى إلى سقوطه مسافة 40 متراً. وعولج نجل ملكة هولندا السابقة بياتريكس وشقيق الملك الحالي فيليم ألكساندر، في بادئ الأمر في مستشفى في لندن قبل أن تعيده حكومة بلاده إلى لاهاي وتوفي في 12 اغسطس 2013.